# Hor'yivka
Hor'yivka  (ucraniano: Гор'ївка) es una localidad del Raión de Kotovsk en el Óblast de Odesa de Ucrania. Según el censo de 2001, tiene una población de 24 habitantes.